# Edmond Mesens
Edmond Louis Mesens (Sint-Lambrechts-Woluwe, 20 december 1842 - Etterbeek, 19 juni 1918) was een Belgisch volksvertegenwoordiger, senator en burgemeester.

## Levensloop
Hij was een zoon van Théodore Mesens en van Jeanne Vanlangendonck. Hij trouwde met Anne Goossens.
Beroepshalve was hij kaderlid van de Société Générale de Belgique als afdelingschef, nadien als directeur van de afdeling 'Industrie'.
In 1884 werd hij onafhankelijk, nadien katholiek parlementslid voor het arrondissement Brussel. Hij was:
- van 1888 tot 1892, volksvertegenwoordiger,
- van 1894 tot 1900, volksvertegenwoordiger,
- van 1900 tot aan zijn dood, senator.

Op gemeentelijk vlak was hij:
- 1869-1871: gemeenteraadslid van Sint-Lambrechts-Woluwe,
- 1879-1918: gemeenteraadslid van Etterbeek,
  - 1881-1884: dienstdoend burgemeester van Etterbeek,
  - 1884-1896: burgemeester van Etterbeek,
  - 1904-1907: schepen van Etterbeek,
  - 1907-1918: burgemeester van Etterbeek.

Hij was ook voorzitter van het Burgerlijk ziekenhuis (1881-1897) en van het Bureau van Weldadigheid (1891-1897) van Etterbeek.
Verder was Mesens bestuurder bij verschillende industriële vennootschappen die behoorden tot de groep Société Générale:
- Charbonnages du Nord de Charleroi, als voorzitter,
- Charbonnages de Bray, Maurage et Boussoit,
- Charbonnages Unis à l'Ouest de Mons,
- Charbonnages du Carabinier,
- Chemins de Fer du Haut et du Bas Flénu.

Hij was commissaris van de Compagnie immobiliaire de Belgique, lid van de Toezichtscommissie op de Kas van deposito's en consignaties en op de Kas van Amortisaties.
In herinnering aan hem is er in Etterbeek een Edmond Mesenslaan.

## Publicatie
- Exposé dela comptabilité des sociétés charbonnières placées sous le patronage de la Société Générale pour favoriser l'industrie nationale, Brussel, 1878.